# Хорісіма Ікума
Ікума Хорісіма (яп. 堀島 行真, нар. 11 грудня 1997) — японський фристайліст, бронзовий призер Олімпійських ігор 2022 року, дворазовий чемпіон світу.

## Олімпійські ігри
| Рік  | Місто                     | Дисципліна | Місце |
| ---- | ------------------------- | ---------- | ----- |
| 2018 | Пхьончхан, Південна Корея | могул      | 11    |
| 2022 | Пекін, Китай              | могул      | 3     |

## Чемпіонат світу
| Рік  | Місто                  | Могул | Паралельний могул |
| ---- | ---------------------- | ----- | ----------------- |
| 2017 | Сьєрра-Невада, Іспанія | 1     | 1                 |
| 2019 | Парк-Сіті, США         | 4     | 8                 |
| 2021 | Алмати, Казахстан      | 19    | 3                 |
| 2023 | Бакуріані, Грузія      | 5     |                   |